# Фантастична четворка: Први кораци
Фантастична четворка: Први кораци (енгл. The Fantastic Four: First Steps) је амерички суперхеројски филм из 2025. године, заснован на суперхеројском тиму Фантастична четворка из Марвелових стрипова. Представља 37. филм Марвеловог филмског универзума и други рибут серијала Фантастична четворка. Филм је режирао Мет Шекман, према сценарију који су написали Џош Фридман, Ерик Пирсон, Џеф Каплан и Ијан Спрингер. Главне улоге тумаче Педро Паскал, Ванеса Кирби, Ебон Мос-Бакрак и Џозеф Квин, док су у споредним улогама Џулија Гарнер, Сара Најлс, Марк Гетис, Наташа Лион, Пол Волтер Хаузер и Ралф Ајнесон. У филму, Фантастична четворка мора да заштити свој ретрофутуристички свет од Галактуса, космичког бића које прождире планете.
Студио 20th Century Fox је почео да ради на новом филму о Фантастичној четворки након неуспеха филма Фантастична четворка (2015). Након што је овај студио купио Disney у марту 2019, контрола над франшизом је пренета на Marvel Studios, а нови филм је најављен јула те године. Џон Вотс је постављен за редитеља у децембру 2020, али је напустио пројекат у априлу 2022. године. Шекман га је заменио тог септембра, када су Каплан и Спрингер почели рад на сценарију. Кастинг је одржан почетком 2023. и Фридман се придружио да преправи сценарио до марта те године. Студио је желео да исприча нову причу са Фантастичном четворком, уместо да поново прикаже како је тим формиран. Пирсон се придружио како би дорадио сценарио до средине фебруара 2024, када је најављена главна глумачка постава, а додатни кастинг је одржан у наредним месецима. Филм је сниман од јула до новембра 2024. у Енглеској и Шпанији.
Филм је премијерно приказан 21. јула 2025. у Лос Анђелесу, док је у америчким биоскопима изашао четири дана касније. Наишао је на углавном позитивне рецензије критичара.

## Радња
На Земљи инспирисаној ретро-футуризмом 1960-их, Фантастична четворка мора да заштити свој свет од космичког бића Галактуса, које прождире планете, и његовог весника, Сребрног Летача.

## Улоге
| Глумац             | Улога                              |
| ------------------ | ---------------------------------- |
| Педро Паскал       | Рид Ричардс / Господин Фантастични |
| Ванеса Кирби       | Сју Сторм / Невидљива Жена         |
| Ебон Мос-Бакрак    | Бен Грим / Створ                   |
| Џозеф Квин         | Џони Сторм / Људска Бакља          |
| Џулија Гарнер      | Шала-Бал / Сребрни Летач           |
| Сара Најлс         | Лин Николс                         |
| Марк Гетис         | Тед Гилберт                        |
| Наташа Лион        | Рејчел Розман                      |
| Пол Волтер Хаузер  | Харви Елдер / Молмен               |
| Ралф Ајнесон       | Галактус                           |
| Роберт Дауни Млађи | Виктор фон Дум / Доктор Дум        |